# ژول کنیائرت
ژول کنیائرت (فرانسوی: Jules Keignaert‎; ۱۵ ژوئن ۱۹۰۷ – ۲۶ مهٔ ۱۹۹۴) بازیکن واترپلو اهل فرانسه بود.